# Dinozaur (skała)

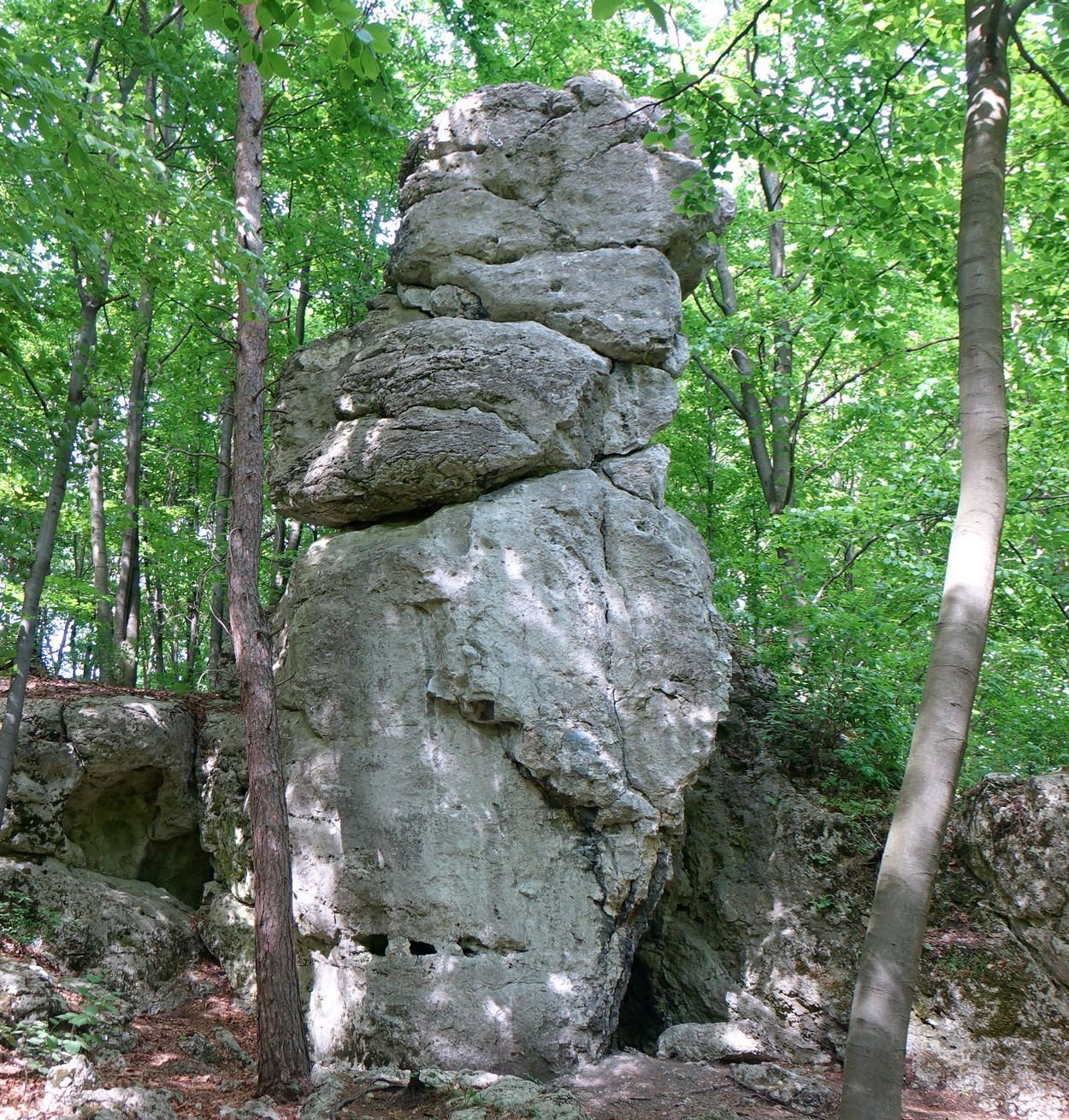

Dinozaur – skała na Wyżynie Częstochowskiej w obrębie Wyżyny Krakowsko-Częstochowskiej. Znajduje się w lesie po północnej stronie czarnego Szlaku Gór Gorzkowskich (odcinek od Siedlca przez Kamieniołom Warszawski do Ostrężnika), administracyjnie w obrębie wsi Siedlec w powiecie częstochowskim, w gminie Janów.
Dinozaur to zbudowana z wapienia skała o kształcie kolumny. Ma wysokość 10 m. Znajduje się w rzadkim lesie, około 100 m od drogi, którą prowadzi czarny szlak turystyczny. Tuż obok niej jest skała Brama Brzegowa. W 2018 roku na Dinozaurze wspinacze skalni poprowadzili 4 drogi wspinaczkowe o trudności od VI.1 do VI+ w skali polskiej. Na wszystkich zamontowano stałe punkty asekuracyjne: ringi (r) i stanowiska zjazdowe (st).

## Drogi wspinaczkowe
1. Dog; VI+, 4r + st
2. Demon; VI+, 4r + st
3. Demen; VI.1, 4r + st
4. Dino; VI.1, 4r + st[2].

## Jaskinie
W Dinozaurze znajdują się dwie jaskinie: Schronisko obok Jaskini z Makaronem Drugie i Schronisko obok Jaskini z Makaronem Trzecie. W położonej tuż po jej wschodniej stronie Bramie Brzegowej są dwie jaskinie: Jaskinia z Makaronem i Schronisko obok Jaskini z Makaronem Pierwsze.